# Epos o Gilgameszu

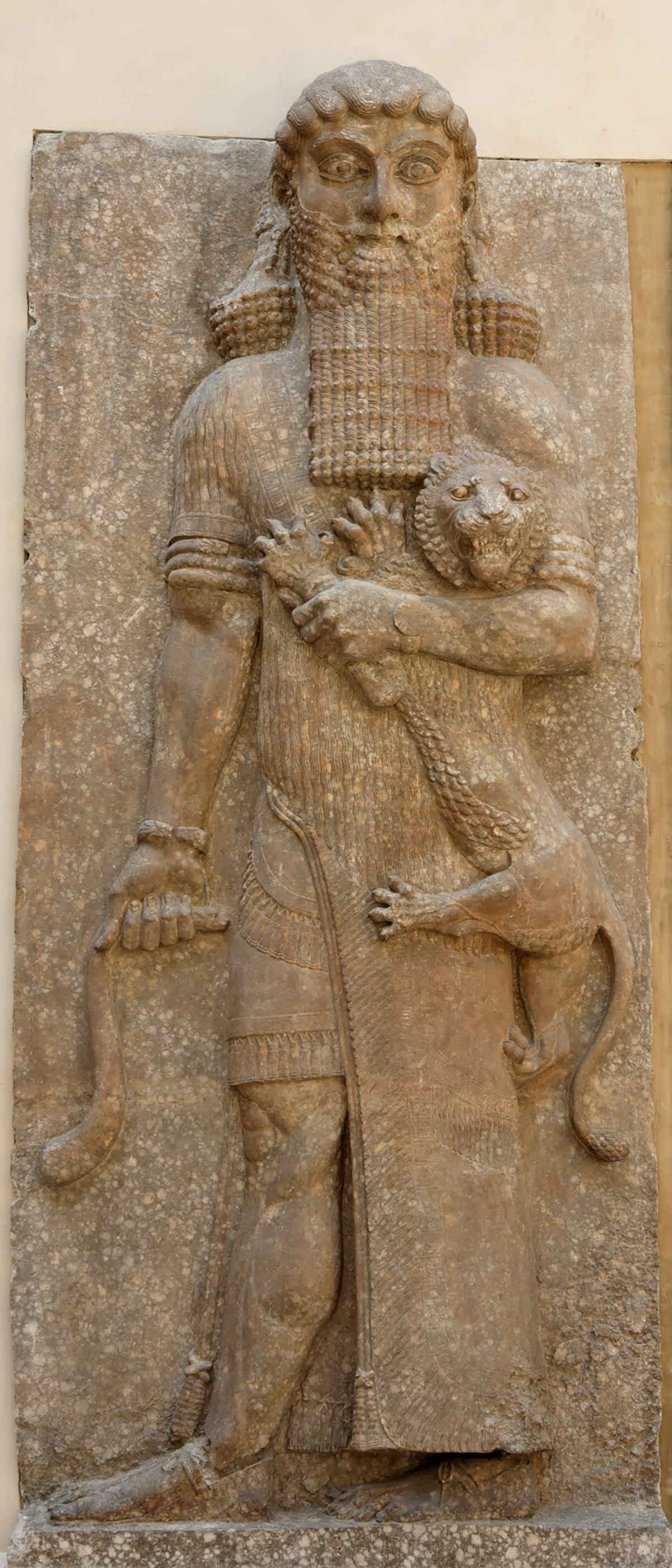
Relief z pałacu króla asyryjskiego Sargona II w Dur-Szarrukin prawdopodobnie przedstawiający Gilgamesza z małym lwem; zbiory Luwru (AO 19862)

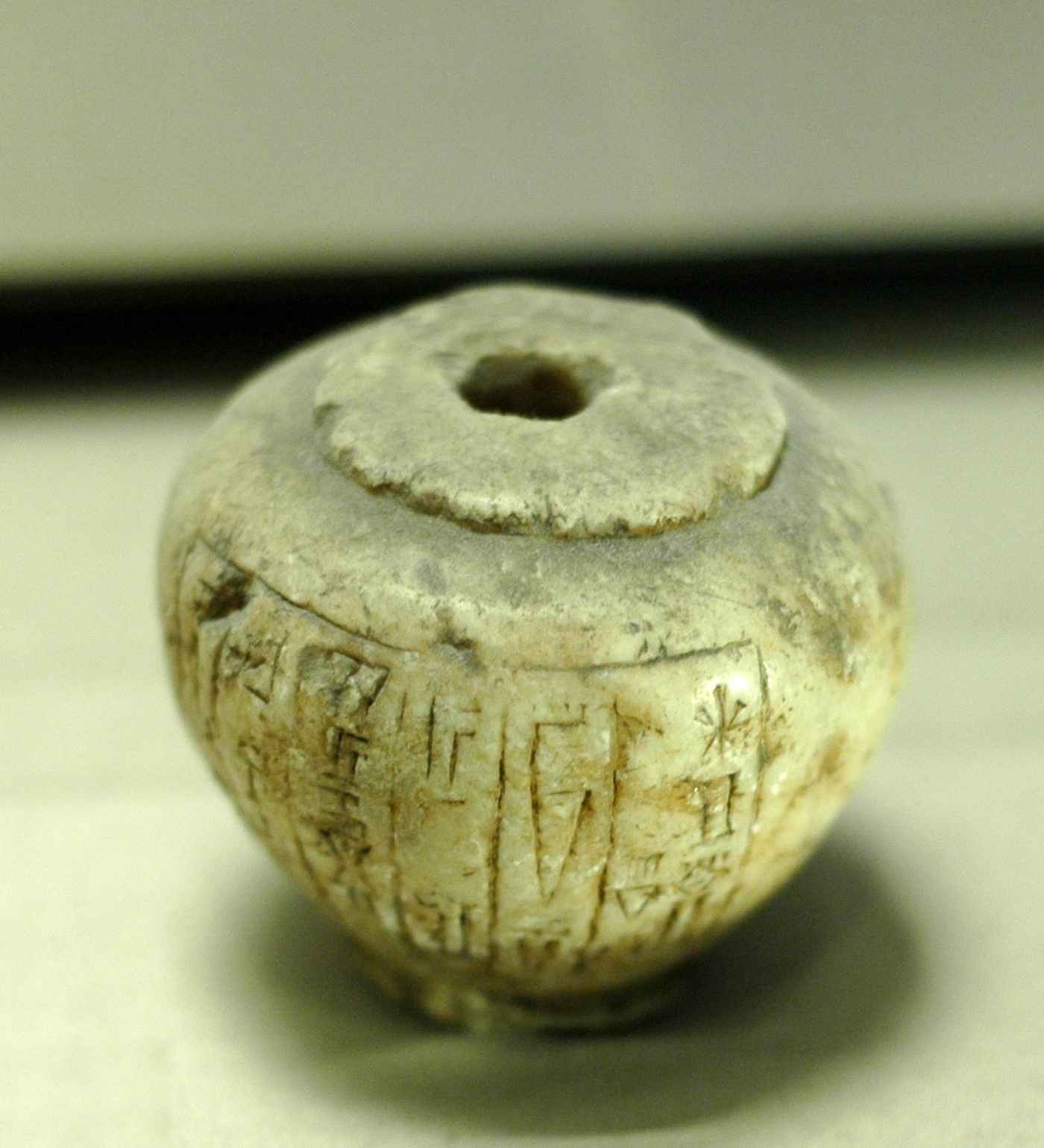
Głowica ceremonialnej maczugi/buławy z inskrypcją klinową dedykującą ten przedmiot bohaterowi Gilgameszowi; okres panowania III dynastii z Ur; zbiory Luwru (AO 3761)

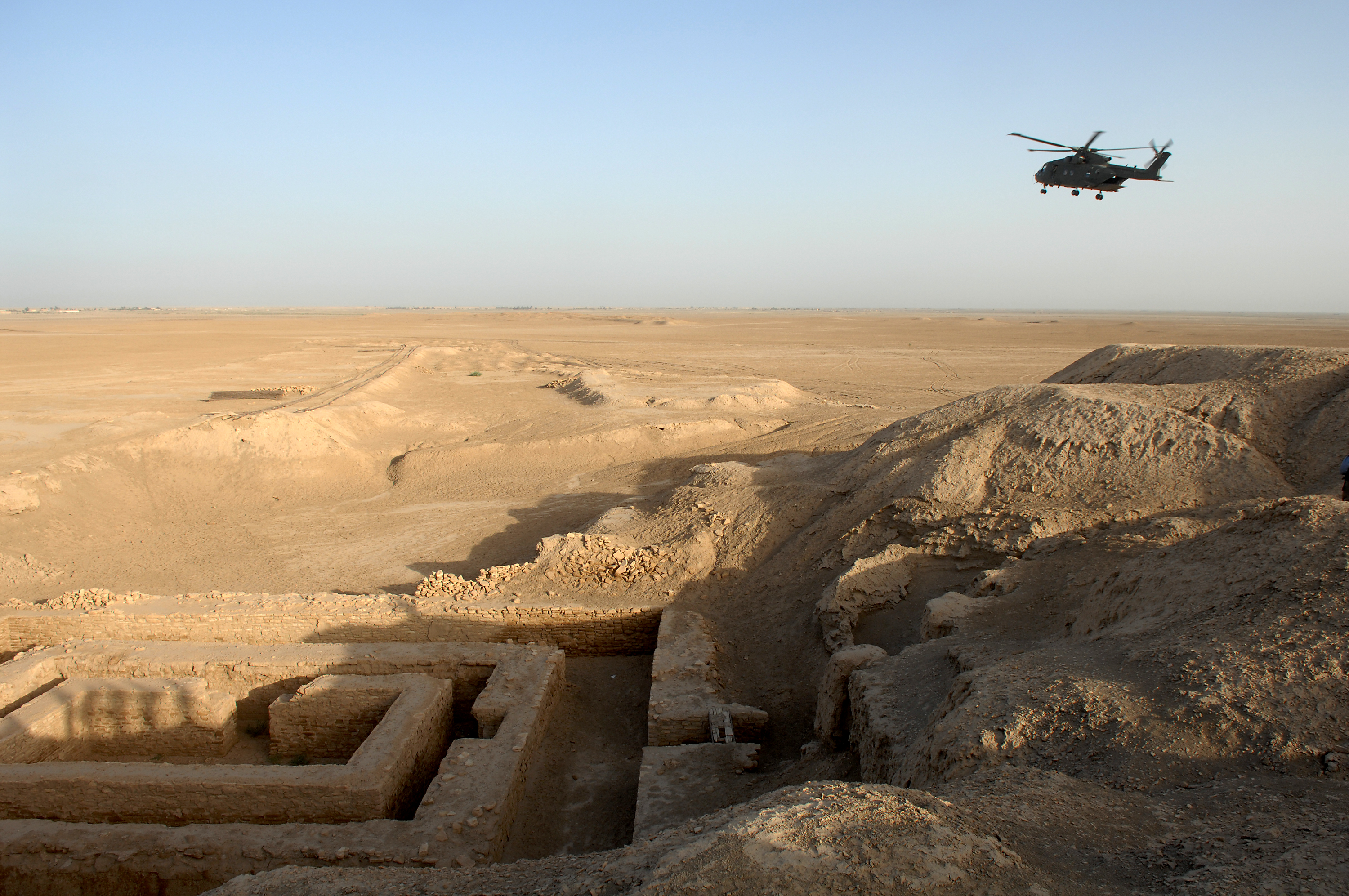
Wykopaliska w starożytnym mieście Uruk (sumeryjskie Unug, biblijne Erech, arabskie Warka), którego Gilgamesz był królem.

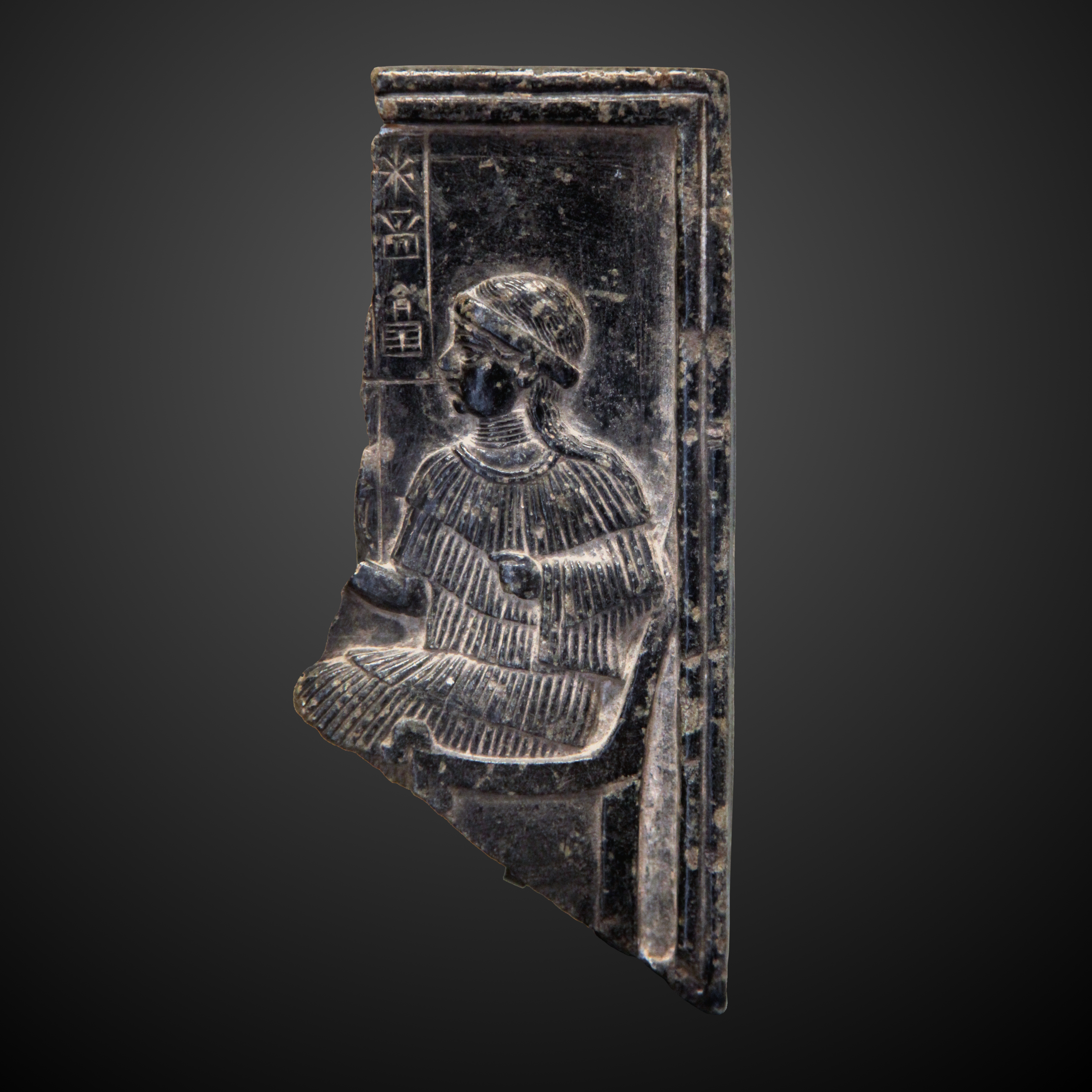
Fragment reliefu z przedstawieniem bogini Ninsun, matki Gilgamesza; zbiory Luwru (AO 2761); imię bogini zapisane pismem klinowym widnieje w lewym górnym rogu.

Epos o Gilgameszu – akadyjski epos opisujący poszukiwanie przez legendarnego Gilgamesza, władcę sumeryjskiego miasta Unug (akadyjskie Uruk), tajemnicy nieśmiertelności. Epos ten – zawierający między innymi opis potopu – powstał na kanwie wcześniejszych sumeryjskich opowieści o tym władcy.

## Eposy o Gilgameszu w języku sumeryjskim
Do naszych czasów przetrwało pięć niezależnych sumeryjskich poematów o Gilgameszu (sum. Bilgamesz), spisanych w większości na tabliczkach z pierwszej połowy II tysiąclecia p.n.e., ale będących najprawdopodobniej kopiami starszych utworów, pochodzących z końca III tysiąclecia p.n.e. Niektóre z występujących w nich wątków włączone zostały później do akadyjskiego Eposu o Gilgameszu. Poematami tymi są:
- Gilgamesz i Agga z Kisz — opowiada o uwieńczonym powodzeniem buncie Gilgamesza przeciwko swojemu suzerenowi, królowi Agdze z Kisz.
- Gilgamesz i Huwawa (lub Gilgamesz i Las Cedrowy) — opowiada o tym, jak Gilgamesz i Enkidu pokonali i zabili potwora Huwawę, który był wyznaczony przez boga Enlila na strażnika Lasu Cedrowego.
- Gilgamesz i Byk Niebiański — opowieść o tym, jak Gilgamesz i Enkidu pokonali i zabili Byka Niebiańskiego, zesłanego przeciw Gilgameszowi przez boginię Inannę, prawdopodobnie po tym, jak odrzucił jej awanse miłosne.
- Śmierć Gilgamesza — opowiada o uroczystym pogrzebie i przybyciu zmarłego Gilgamesza do świata podziemnego.
- Gilgamesz, Enkidu i świat podziemny (lub Gilgamesz, drzewo halub i świat podziemny) — opowiada o uwięzieniu Enkidu w świecie podziemnym i próbach Gilgamesza wydostania go stamtąd.

## Eposy o Gilgameszu w języku akadyjskim

### Wersja starobabilońska (wersje starobabilońskie?)
Najwcześniejsze znane akadyjskie opowieści o Gilgameszu pochodzą z okresu starobabilońskiego (ok. 2000–1600 p.n.e.). Obecnie wiadomo o siedmiu (być może ośmiu) istniejących takich tekstach, ale wszystkie one zachowane są jedynie fragmentarycznie. Fragmenty te zawierają opis spotkania Gilgamesza i Enkidu (the Pennsylvania tablet), opis podróży do Góry Cedrowej (the Yale tablet, fragmenty A i B z Tell Harmal, the Oriental Institute fragment) oraz spotkania Gilgamesza z bogiem słońca, karczmarką Siduri i przewoźnikiem Sursunabu (łączące się ze sobą fragmenty Meissnera i Millarda). Znany jest też jeden fragment z Nippur z opisem stworzenia Enkidu, ale nie jest pewne, czy pochodzi on z okresu starobabilońskiego. Niestety wszystkie zachowane fragmenty nie pokrywają się ze sobą w żadnym miejscu, więc nie można stwierdzić, czy mamy tu do czynienia z jedną, czy kilkoma starobabilońskimi wersjami akadyjskiego Eposu o Gilgameszu.

### Wersje średniobabilońskie
Akadyjskie wersje Eposu o Gilgameszu z okresu średniobabilońskiego znane są, jak dotychczas, jedynie z trzech fragmentów. Dwa z nich odnalezione zostały poza Mezopotamią: jeden, datowany na XIV–XIII w. p.n.e., w Boğazkale (w starożytności miasto Hattusa, stolica państwa hetyckiego), a drugi, datowany na XIV w. p.n.e., w Megiddo (starożytne miasto kananejskie, obecnie w Palestynie). Trzeci z nich, odkryty w Ur w południowej Mezopotamii, datowany jest na początek XI w. p.n.e. Tabliczka z Boğazkale zawiera fragment z opisem jednego ze snów Gilgamesza w czasie jego podróży do Góry Cedrowej (przednia strona) oraz fragment, w którym Gilgamesz odrzuca zaloty bogini Isztar (tylna strona). Tabliczki z Megiddo i Ur zawierają fragmenty z opisem śmierci Enkidu. 
Zachowany na tabliczce z Boğazkale fragment z zalotami Isztar stanowi część opowieści o Byku Niebiańskim i świadczy o tym, że już w okresie średniobabilońskim opowieść ta stanowić musiała część akadyjskiego Eposu o Gilgameszu. Również fragment z opisem śmierci Enkidu mógł zostać dodany do Eposu o Gilgameszu w tym okresie, gdyż zachowane fragmenty wersji starobabilońskiej go nie zawierają, choć w tym przypadku być może po prostu jeszcze ich nie odnaleziono.
Odmienny zapis imion głównych bohaterów we wszystkich trzech fragmentach, a także różnice w treści fragmentów z Megiddo i Ur, wskazują, że fragmenty te nie stanowiły jednej średniobabilońskiej wersji Eposu o Gilgameszu, lecz że były przejściowymi etapami pomiędzy wersją starobabilońską a wersją standardową.

### Wersja standardowa
Najpełniejsza znana nam akadyjska wersja Eposu o Gilgameszu – tzw. wersja standardowa – skompilowana została najprawdopodobniej w okresie środkowobabilońskim (XIII w. p.n.e.). Według późniejszej mezopotamskiej tradycji (z I tysiąclecia p.n.e.) autorem tejże wersji miał być kapłan z miasta Uruk o imieniu Sin-leqi-unninni, żyjący prawdopodobnie w XII lub XI w. p.n.e.. Wersja standardowa powstała w oparciu o już istniejące wersje starobabilońskie i średniobabilońskie, które zostały ujednolicone, przeredagowane i rozbudowane (m.in. dodany został prolog i niektóre wątki, jak zapożyczony z Eposu o Atra-hasisie opis potopu).
Wersja standardowa znana jest pod akadyjską nazwą ša naqba imuru (tłum. „Ten, który widział wszystko”), powstałą od pierwszych rozpoczynających ją słów. Utwór ten – spisany na dwunastu tabliczkach – odkryto po raz pierwszy w 1850 roku wśród tekstów znalezionych w bibliotece pałacowej króla asyryjskiego Aszurbanipala (pan. 669-631 p.n.e.) w Niniwie. Obecnie znanych jest ponad 70 fragmentów Eposu, pochodzących w większości z I tysiąclecia p.n.e. Odkryto je w czasie wykopalisk na takich stanowiskach, jak Niniwa, Aszur, Kalhu, Sultantepe, Uruk czy Babilon. W sumie ze wszystkich tych fragmentów udało się zestawić ok. 60% treści pierwotnego Eposu.

#### Treść wersji standardowej
Tabliczkę I rozpoczyna prolog z pochwałą Gilgamesza jako wielkiego wojownika i budowniczego miasta Uruk, w jednej trzeciej człowieka, a w dwóch trzecich boga. Jednocześnie jednak władca ten przedstawiany jest jako ciemiężyciel i prześladowca mieszkańców miasta, którzy – zdesperowani – proszą boginię Aruru o pomoc. Ta tworzy Enkidu, dzikiego, niecywilizowanego człowieka, który pokonać ma Gilgamesza. W następstwie spotkania z hierodulą Szamhat oswojony i wprowadzony do świata ludzi Enkidu rusza do Uruk, gdzie czeka go nieuchronna konfrontacja z królem. Dzięki wieszczym snom Gilgamesz jest przygotowany na jego przybycie.
Tabliczka II opisuje zapaśnicze zmagania obu mężczyzn. Gilgamesz zwycięża, ale siła i nieustępliwość przeciwnika zyskują jego trwały szacunek i przyjaźń. Odtąd Enkidu traktowany jest jako równy partner i towarzysz Gilgamesza.
W Tabliczkach III–V obaj bohaterowie udają się do odległego Lasu Cedrowego, strzeżonego przez przerażającego Humbabę (akadyjska wersja imienia Huwawa). Opis potyczki nie zachował się, ale jest prawdopodobne, że Humbaba został pokonany i zabity.
Tabliczka VI rozpoczyna się powrotem Gilgamesza do Uruk. Isztar (akadyjskie imię Inanny), bogini miasta, proponuje mu małżeństwo, ale Gilgamesz – pomny losu jej poprzednich kochanków – odrzuca jej zaloty i z pomocą Enkidu zabija budzącego przerażenie Byka Niebiańskiego, którego mściwa bogini zesłała przeciwko niemu.
Na początku Tabliczki VII Enkidu opowiada sen, w którym bogowie Anu, Ea i Szamasz zdecydowali, że za zabicie Humbaby i Byka Niebiańskiego jeden z bohaterów musi umrzeć. Wyrok pada na Enkidu, który popada w chorobę i wkrótce umiera.
Opłakiwanie przez Gilgamesza zmarłego przyjaciela i szczegóły uroczystego pogrzebu są opowiedziane w Tabliczce VIII.
Następny epizod – na Tabliczkach IX–XI – prowadzi do opowieści o potopie. Gilgamesz, przygnębiony śmiercią Enkidu, udaje się w daleką i związaną z wieloma niebezpieczeństwami podróż do ocalonego z potopu Ut-napisztima, aby poznać od niego tajemnicę nieśmiertelności. Gdy w końcu tam przybywa, Ut-napisztim opowiada mu historię swojego ocalenia i uzyskania życia wiecznego. W odpowiedzi na błagania Gilgamesza o dar nieśmiertelności Ut-napisztim poddaje go próbie niespania, której ten niestety nie przechodzi. Nie może więc uzyskać życia wiecznego, ale Ut-napisztim pragnie mu pomóc w inny sposób: kieruje go do miejsca, gdzie rośnie ziele, które ma właściwość przywracania młodości. Gilgamesz zrywa roślinę, ale zostawia ją na brzegu, zażywając kąpieli. Zapach rośliny wyczuwa znajdujący się w pobliżu wąż i od razu ją połyka. Gilgamesz musi wracać do Uruk, gdzie z dumą pokazuje swoje miasto Ur-szanabiemu, który był przewoźnikiem u Ut-napisztima.
Tabliczka XII jest dodatkiem mówiącym o utracie pewnych przedmiotów, które Gilgamesz dostał w darze od bogini Isztar. Dodatek ten stanowi ścisłą analogię do sumeryjskiego eposu „Gilgamesz, Enkidu i świat podziemny”, który nie bardzo pasował do nowego Eposu i w związku z tym został umieszczony na końcu. Poemat kończy się pojawieniem się ducha Enkidu, który przedstawia ponury obraz warunków bytowania w zaświatach.

## Epos o Gilgameszu w języku hetyckim
W trakcie prac wykopaliskowych w Boğazkale, kryjącym pozostałości hetyckiej stolicy Hattusa, odnaleziono liczne fragmenty Eposu o Gilgameszu zapisanego w języku hetyckim. Wersja ta znana jest pod nazwą Pieśni Gilgamesza (sum. ŠÌR GIŠ.GIM.MAŠ). Wszystkie fragmenty datowane są paleograficznie na XIV–XIII w. p.n.e. Hetycka wersja jest bez wątpienia już zintegrowaną wersją Eposu o Gilgameszu, w której różne opowieści o Gilgameszu połączone zostały w jeden utwór. I tak na przykład na jednej z tabliczek w skróconej formie przedstawione zostały wydarzenia opisane na tabliczkach I–V wersji standardowej, a na innej, również w skróconej formie, wydarzenia opisane na tabliczkach VII–X wersji standardowej. Cechą charakterystyczną wersji hetyckiej, w porównaniu z wersjami starobabilońskimi i standardową, jest to, że jest to wersja bardzo skrócona. Jej pierwsza tabliczka kończy się np. na pokonaniu Huwawy, wydarzeniu, które w wersji standardowej opisane zostaje dopiero w tabliczce V. Lepiej zachowane fragmenty hetyckiego Eposu o Gilgameszu obejmują powołanie Gilgamesza do życia, jego tyrańskie rządy, poskromienie Enkidu, wyprawę do Lasu Cedrowego, opowieść o Isztar i Byku Niebiańskim, śmierć Enkidu i spotkanie Gilgamesza z Ullu (hetycki Ut-napisztim).
Ważniejsze różnice pomiędzy wersją hetycką a mezopotamskimi:
- W wersjach mezopotamskich Gilgamesz rodzi się ze związku Lugalbandy, króla Uruk, z boginią Ninsun. W wersji hetyckiej zostaje on stworzony przez wielkich bogów:

„Bohaterski [Ea(?) stworzył] formę istoty Gilgamesz. [Wielcy bogowie] stworzyli formę Gilgamesza. Bóg słońca użyczył mu [męskości]. Bóg burzy użyczył mu heroizmu. Wielcy bogowie [stworzyli] Gilgamesza”
- W wersji hetyckiej Uruk nie jest miastem rodzinnym Gilgamesza, ale miastem, w którym osiedlił się on po okresie wędrowania bez celu po różnych krainach[21].
- W wersji hetyckiej brak fragmentu z opisem narzekań ludu Uruk na tyrańskie rządy Gilgamesza[22].
- W wersji hetyckiej brak opisu snów Gilgamesza przepowiadających przybycie Enkidu[23].
- W wersji hetyckiej brak opisu snów Gilgamesza przepowiadających jego walkę z Huwawą i pomoc boga słońca[23].
- W wersji hetyckiej brak opisu pogrzebu Enkidu i spotkania Gilgamesza z ludźmi-skorpionami[23].
- W wersji hetyckiej brak wzmianek o potopie. Ullu, hetycki Ut-napisztim, przedstawiany jest jako prastary bohater, a nie jako ten, który przeżył potop[24].
- Tylko w wersji hetyckiej opisane jest spotkanie Gilgamesza z upersonifikowanym Morzem:

„[Ale] gdy Gilgamesz [przybył] nad Morze, pokłonił się Morzu [i rzekł]: «Żyj długo, o Wielkie [Morze, i niech długo] żyją twe sługi, które należą [do ciebie]!». Morze przeklęło Gilgamesza, [...] i bóstwa losu”
- Tylko w wersji hetyckiej opisane jest spotkanie Gilgamesza z bogiem księżyca w stepie[25].

## Epos (eposy?) o Gilgameszu w języku huryckim
W trakcie wykopalisk w Boğazkale odnaleziono również cztery fragmentarycznie zachowane tabliczki z opowieściami o Gilgameszu zapisanymi w języku huryckim. Dwie z nich pochodzą najprawdopodobniej z XIV w. p.n.e., jedna z XIII w. p.n.e., a ostatni fragment jest zbyt mały, by dało się go wydatować. Język hurycki jest wciąż bardzo słabo poznany i w związku z tym treść tych tekstów, poza imionami i pojedynczymi słowami, pozostaje nieodczytana. Na końcu tekstów na dwóch tabliczkach znajdują się kolofony w języku akadyjskim. Jeden z nich brzmi: „czwarta tabliczka Huwawy; niekompletna”, a drugi: „...tabliczka Gilgamesza; niekompletna”. Nie ma pewności co do tego, czy mamy tu do czynienia jeszcze z niezależnymi, pojedynczymi opowieściami o Gilgameszu, czy z jednym, już zintegrowanym utworem.

## Przekłady z oryginału na język polski
- Gilgameš, poemat asyryjski, tłum. Józef Bromski, Warszawa 1936.
- Epos o Gilgameszu, Krystyna Łyczkowska, Piotr Puchta, Magdalena Kapełuś, Warszawa: Wydawnictwo Agade, 2002, ISBN 83-87111-24-4, OCLC 749311538. Brak numerów stron w książce
- Eposy sumeryjskie, Krystyna Szarzyńska, Warszawa: Wydawnictwo Agade, 2003, ISBN 83-87111-23-6, OCLC 71302377. Brak numerów stron w książce
- Epos o Gilgameszu (ša naqba imuru), Antoni Tronina, Kraków: The Enigma Press, 2017, ISBN 978-83-86110-81-0, OCLC 1035338472. Brak numerów stron w książce

## Przekłady z innych języków
- Gilgamesz – epos starożytnego Dwurzecza, zrekonstruował i przełożył Robert Stiller, 1982 (swobodna kompilacja i parafraza dokonana z różnojęzycznych przekładów, głównie ros.)
- Gilgamesz – powieść starobabilońska, w przekładzie (z niem.) Józefa Wittlina, z ilustracjami Marka Żuławskiego, 1986 (przedruk z oryginału z 1922)